# Euphorbia emirnensis
Euphorbia emirnensis är en törelväxtart som beskrevs av John Gilbert Baker. Euphorbia emirnensis ingår i släktet törlar, och familjen törelväxter. IUCN kategoriserar arten globalt som livskraftig.
Artens utbredningsområde är Madagaskar. Inga underarter finns listade i Catalogue of Life.